# Reserva forestal La Tronosa
La Reserva forestal La Tronosa es un parque nacional ubicado en Tonosí, Los Santos. Tiene un área aproximada de 20,759 hectáreas y fue creado mediante la Ley 52 del 2 de diciembre de 1977, la cual se modificó mediante la Ley N.º 6 del 17 de mayo de 1994. Por su tamaño es la principal reserva forestal de la provincia de Los Santos.
El parque nacional cuenta con un bosque tropical húmedo ubicado en la sierra de Azuero, principalmente en el cerro La Tronosa.

## Flora y Fauna
Cuenta con 426 especies de animales silvestres propios de la región, según datos de la Universidad de Panamá. De estos, 57 especies de mamíferos con 22 bajo protección, 137 especies de aves, 36 especies de reptiles y anfibios y 209 especies de insectos. Por su parte, la flora cuenta con 179 especies de árboles.